# Свирчовица (вилна зона)
 Тази статия е за вилна зона „Свирчовица“.  За други значения вижте Свирчовица (пещера).  
Свирчовица е вилна зона на град Русе. Разположена е в югоизточната част на града. В близост се намира вилната зона Касева Чешма.